# Hyssingen
Hyssingen är en sjö i Vetlanda kommun och Växjö kommun i Småland och ingår i Mörrumsåns huvudavrinningsområde. Sjön är 5,9 meter djup, har en yta på 0,1 kvadratkilometer och är belägen 192,1 meter över havet.

## Delavrinningsområde
Hyssingen ingår i det delavrinningsområde (633594-145197) som SMHI kallar för Utloppet av Örken. Medelhöjden är 220 meter över havet och ytan är 97,81 kvadratkilometer. Räknas de 20 avrinningsområdena uppströms in blir den ackumulerade arean 514,77 kvadratkilometer. Avrinningsområdets utflöde Mörrumsån (Åbyån) mynnar i havet. Avrinningsområdet består mestadels av skog (58 procent). Avrinningsområdet har 23,45 kvadratkilometer vattenytor vilket ger det en sjöprocent på 24 procent. Bebyggelsen i området täcker en yta av 1,3 kvadratkilometer eller 1 procent av avrinningsområdet.